# Кассівелаун
Кассівелаун (з кельт. — очільник Кассі) — вождь кельтських племен катувеллаунів і триновантів, що мешкали у Британії. Володарював у 60-50 роках до н. е. під час другого походу Юлія Цезаря на Британію в 54 році до н.е. Також у різних джерелах зустрічається під іменами Кассібелаун і Кассіваллан.

## Життєпис
Історичний Кассівелаун відомий перш за все з текстів Цезаря. Цезар пише, що до його вторгнення Кассівелаун постійно воював з іншими британськими племенами, і навіть переміг короля племені триновантів, наймогутнішого в Британії на той час. Однак Мандубрацій, син переможеного короля, втік до Цезаря в Галлію. Скориставшись цим як приводом, у липні 54 року до н. е. Цезар з військом у 4 легіони вдерся до британських островів. Кассівелаун намагався спочатку завадити римському військовику здійснити висадку на березі. Тактикою Кассівелауна було «напасти і бігти», доставляючи неприємності і наносячи втрати римським військам, залишаючи їх без продовольства. Однак незважаючи на такі дії, Цезарю вдалося вийти до Темзи. Єдине придатне для форсування річки місце було добре укріплене, тут Кассівелаун організував оборону. Водночас союзні Кассівелауну вожді — Цінгеторікс та Луготорікс намагалися партизанськими діями паралізувати просування римських військ у глиб Британії. Та все ж римським військам вдалося подолати брід і Брити були розбиті. Кассівелаун розпустив більшу частину свого війська, зібраного на війну в основному з селян, а з рештою повернувся до партизанської тактики ведення війни, сподіваючись на знання території, міць досвідчених вояків на конях і швидкість своїх двоколісних бойових колісниць (есседуми).
Після цього Кассівелауна зрадили залежні від нього вожді п'яти британських племен: кеномагнів, сегонтіаків, анкалітів, біброків і кассі, й перейшли на бік Цезаря. Вони вказали останньому головну фортецю Кассівелауна — Вітампстед. Кассівелауну вдалося передати відозву чотирьом Кентським королям: Цінгеторіксу, Карвілію, Таксимагулу і Сеговаксу із закликом атакувати табір Цезаря. Римляни змогли відбити атаку і захопили в полон одного з воєначальників, Луготорікса.
Дізнавшись про поразку і розорення земель, Кассівелаун здався. Йому довелося надати заручників і заплатити данину. Також на трон триновантів було повернуто Мандубрація, і Кассівелаун присягнувся не воювати проти нього. Натомість Кассівелаун отримав від Цезаря тверду обіцянку залишити острів. Уклавши мир, Цезар повернувся в Галлію. Після цього римляни не з'являлися у Британії майже 100 років. Подальша ж доля Кассівелауна невідома.

## Легенди
Кассівелаун добре відомий середньовічній валлійській літературі. В Мабіногіоні та валлійських Тріадах (та валлійських версіях «Історії королів Британії» Гальфрида) він постає як Касваллон, син Белі Великого, узурпатор престолу Британії. Як оповідає Друга гілка Мабіногі, поки Бран Благословенний, законний король, воював у Ірландії, лишивши в Британії сімох намісників (на чолі з власним сином Карадагом) − Касваллон, використовуючи чарівний плащ-невидимець, вбив шістьох із цих намісників. Карадаг же, побачивши, як його люди гинуть від незримого меча, вмирає від відчаю. Потім Касваллон з’являється в валлійських Тріадах, де послідовники Брана приносять йому васальну присягу, аби уникнути війни. Касваллон також згадується в казці Ллудд та Ллефеліс, де фігурують його брати Ллудд, Ненній та Ллефеліс.
В «Історії королів Британії» Гальфрида Монмутського Кассібелан − молодший син короля Хелі. Він стає королем Британії після смерті свого старшого брата Луда, чиї власні сини Андрогей і Тенвантій ще не досягли повноліття. Натомість Андрогей стає герцогом Кенту та Тріновантума (Лондона), а Тенвантій — герцогом Корнуоллу.
Після завоювання Галлії Юлій Цезар націлився на Британію та надіслав листа Кассібелану з вимогою данини. Кассібелан відмовляється, посилаючись на спільне троянське походження бриттів та римлян (див. Брут Троянський), і Цезар висаджується в гирлі Темзи. Під час бою брат Кассібелана, Ненній, зустрічає Цезаря та отримує важке поранення в голову. Чарівний меч Цезаря − Жовта Смерть − застрягає в щиті Неннія, і коли вони розлучаються в сутичці, Ненній викидає свій власний меч і атакує римлян мечем Цезаря, вбиваючи багатьох, включаючи трибуна Лабіена . Бритти тримаються міцно, і тієї ж ночі Цезар тікає назад до Галлії. Святкування Кассібелана приглушує смерть Неннія від поранення в голову. Його поховали з мечем, який він забрав у Цезаря.
За два роки Цезар знову вдирається, з більшими силами. Кассібелан, попереджений заздалегідь, встромив кілки під ватерлінією Темзи, які випотрошили кораблі Цезаря, втопивши тисячі людей. Римлян знову швидко змусили втекти.
Вожді бриттів збираються в Трінованту, щоб подякувати богам за перемогу численними жертвопринесеннями тварин та відсвяткувати це спортивними змаганнями. Під час борцівського поєдинку племінник Кассібелана, Гірелглас, гине від руки племінника Андрогея, Куеліна. Кассібелан вимагає, щоб Андрогей видав йому племінника для суду, але Андрогей відмовляється, наполягаючи на тому, щоб його судили у його власному дворі в Трінованту. Кассібелан погрожує війною, і Андрогей звертається до Цезаря за допомогою, погоджуючись прийняти його як сюзерена та відправити сина як заручника.
Цезар втретє вторгається, висаджуючись у Річборо в Кенті. Коли армія Кассібелауна зустрічається з армією Цезаря, Андрогей атакує Кассібелауна з тилу п'ятьма тисячами воїнів. Його лінію прорвали, і Кассібелан відступає на вершину пагорба поблизу. Після дводенної облоги Андрогей звертається до Цезаря з проханням запропонувати йому умови. Кассібелан погоджується сплатити данину в розмірі трьох тисяч фунтів срібла, і вони з Цезарем стають друзями.
Шість років по тому Кассібелан помирає і його ховають в Йорку. Андрогей вирушив до Риму з Цезарем, тож Тенвантій успадковує посаду короля Британії.
Також Кассівелаун-Касваллон подекуди згадується в валлійській поезії, з посиланнями на деталі його історії, які відсутні що в Мабіногіоні, що в Гальфрида. Імовірно, існувала втрачена сага про війну Касваллона з Цезарем. Зокрема, валлійська Тріада 38 називає Касваллонового коня − Мейнлас («Стрункий Сірий») і називає його одним із Трьох Дарованих Коней Острова Британія;  це повторюється в Тріаді 59, де вказується, що бритти дозволили римлянам Цезаря висадитися в Британії в обмін на Мейнласа, і було це однією з Трьох Невдалих Нарад Острова Британія. Тріада 35 вказує на те, що Касваллон покинув Британію з 21 000 воїнів (а вели їх Гвенвінвін та Гванар, діти Аріанрод, доньки Белі й, вочевидь, сестри Касваллона), переслідуючи Цезаря, та так і не повернулися. Тріада 71 згадує кохання Касваллона до Ффлур, доньки Мугнаха Гора  − імовірно, феї, шлюб Касваллона з якою був легітимізацією його влади; тріада 67 твердить, що Касваллон видавав себе за шевця, коли мандрував до Риму в пошуках Ффлур, нарешті, поет 12 століття Сінделу Брідід Мор писав, що Цезар забрав Ффлур у володаря Британії, і це дорого йому обійшлося. Імовірно, первісний сюжет був такий: Цезар попрохав пустити його на острів в обмін на коня Мейнласа, оголосив Касваллону війну та викрав Ффлур (чарівну дружину Кассівелауна). Касваллон перерядився в шевця, пішов шпигуном до Риму, щоб знайти, де Цезар ховає Ффлур, а потім зібрав військо та пішов визволяти жінку, але так і не повернувся. 
Тріада 36 твердить, що за Касваллона до Британії вдерся чарівний народ Кораніайд − як припускають деякі дослідники, йдеться саме про римлян, хоча інші вважають, що ім’я Касваллон з’явилося в цій тріаді помилково.